# Peter Berkowitz
Peter Berkowitz (nacido en 1959) es un politólogo estadounidense, exprofesor de derecho y empleado del Departamento de Estado de los Estados Unidos; recientemente se desempeñó como Director de Planificación de Políticas en el Departamento de Estado de los Estados Unidos. Actualmente se desempeña como académico senior Tad and Dianne Taube en la Hoover Institution de la Universidad Stanford.

## Primeros años
Obtuvo una licenciatura en literatura inglesa en Swarthmore College en 1981, seguida de una maestría en filosofía de la Universidad Hebrea de Jerusalén. Luego obtuvo un doctorado en ciencias políticas de la Escuela de Graduados en Artes y Ciencias de la Universidad de Yale y posteriormente un doctorado en Derecho de la Escuela de Derecho de Yale.

## Carrera
Enseñó derecho constitucional y jurisprudencia en la Facultad de Derecho Antonin Scalia de 1999 a 2007, y filosofía política en el Departamento de Gobierno de la Universidad de Harvard de 1990 a 1999.
En 1997, después de que el presidente de la Universidad de Harvard, Neil Rudenstine, rechazara la recomendación del Departamento de Gobierno y negara su cargo, Berkowitz cuestionó el proceso mediante el cual Rudenstine llegó a su decisión a través del procedimiento de quejas interno de Harvard. Finalmente, en 2000, presentó una demanda por incumplimiento de contrato contra Harvard, alegando fallas tanto en el proceso de revisión de la titularidad como en el procedimiento de quejas. En 2003, la Corte Judicial Suprema de Massachusetts desestimó su caso.
Es cofundador y director del Programa de Israel sobre Gobierno Constitucional y es miembro del Consejo Asesor de Políticas del Centro de Ética y Políticas Públicas. Es miembro de la junta directiva de la Asociación Nacional de Académicos. Ha defendido a George W. Bush y las políticas neoconservadoras. Anteriormente formó parte del equipo asesor de política exterior en la campaña presidencial de Rudy Giuliani en 2008. Es académico senior Tad y Dianne Taube en la Hoover Institution de la Universidad Stanford.

### Administración Trump
El 1 de enero de 2019, Berkowitz se convirtió en Director de Planificación de Políticas de la Administración Trump.
En octubre de 2020 dio positivo por coronavirus tras reuniones con altos funcionarios en el 10 de Downing Street y el Ministerio de Relaciones Exteriores y de la Mancomunidad de Naciones en Londres, y con funcionarios en Budapest y París. Algunos funcionarios del Departamento de Estado de Estados Unidos se enojaron por el viaje de Berkowitz, argumentando que era innecesario.

## Publicaciones
- Nietzsche: La ética de un inmoralista (Harvard University Press, 1995).
- La virtud y la creación del liberalismo moderno (Princeton University Press, 1999).
- Nunca es cuestión de indiferencia: sostener la virtud en una república libre, editor (Hoover Institution Press, 2003).
- Variedades de conservadurismo en América, editor (Hoover Institution Press, 2004).
- Variedades de progresismo en Estados Unidos, editor (Hoover Institution Press, 2004)
- El futuro de la inteligencia estadounidense, editor (Hoover Institution Press, 2005)
- Terrorismo, las leyes de la guerra y la Constitución: debate sobre los casos de combatientes enemigos, editor (Hoover Institution Press, 2005).
- Conservadurismo constitucional: libertad, autogobierno y moderación política, (Hoover Institution Press, 2013).

Berkowitz ha coeditado la serie de libros Hoover Studies in Politics, Economics, and Society con Tod Lindberg desde 2005.